# 未來技術學院
未來技術學院是2021年起中華人民共和國高等院校開設的學院。該學院的目的是培養中國的技术创新人才。
中華人民共和國教育部於2020年5月提出《未来技术学院建设指南（试行）》，表示要用四年左右时间在部分實力強勁的高校建设一批未来技术学院。
2021年5月，教育部办公厅發布《关于公布首批未来技术学院名单的通知》，宣布北京大学、清华大学、北京航空航天大学、天津大学、东北大学、哈尔滨工业大学、上海交通大学、东南大学、中国科学技术大学、华中科技大学、华南理工大学和西安交通大学為首批開設未來技術學院的高等院校。